# Cação-azeiteiro
Caça-azeiteiro ou cação-mole (nome científico: Carcharhinus porosus) é uma espécie de tubarão da família dos carcarinídeos (Carcharhinidae).

## Etimologia
O nome vernáculo cação provavelmente foi construído com a aglutinação do verbo caçar e o sufixo -ão de agente. Foi registrado pela primeira vez no século XIII como caçon, e depois em 1376 como caçom e 1440 como caçõoes.

## Taxonomia e filogenia
O naturalista italiano Camillo Ranzani publicou a primeira descrição científica do cação-azeiteiro em um volume de 1839 da Novi Commentarii Academiae Scientiarum Instituti Bononiensis . Ele nomeou o novo tubarão Carcharias porosus do grego porus ("poro"), referindo-se aos poros proeminentes atrás de seus olhos. O espécime tipo, macho do Brasil de 1.2 metros, já foi perdido. Esta espécie foi transferida para o gênero Carcharhinus por autores posteriores. Seu nome de Trindade é "puppy shark".
As relações evolutivas do cação-azeiteiro são incertas. Com base na morfologia, Jack Garrick em 1982 e Leonard Compagno em 1988 colocaram-no provisoriamente em um grupo definido pelo tubarão de bochecha branca (C. dussumieri ) e o tubarão -de-mancha-preta (C. sealei ). Este agrupamento foi apoiado de forma equivocada por uma análise filogenética baseada em aloenzimas de Gavin Naylor em 1992. Alternativamente, um estudo filogenético de 2011 por Ximena Vélez-Zuazoa e Ingi Agnarsson, baseado em genes nucleares e mitocondriais, encontrou relações estreitas entre o cação-azeiteiro, o tubarão-quatri (Isogomphodon oxyrhynchus), o Tubarão-de-focinho-negro (C. acronotus) e C. isodon. O cação-azeiteiro-do-pacífico (C. cerdale) foi erroneamente colocado como sinônimo de C. porosus, até 2011, quando José Castro o ressuscitou como um táxon distinto. Uma espécie não descrita muito semelhante a C. porosus é conhecida no Sudeste Asiático.

## Descrição

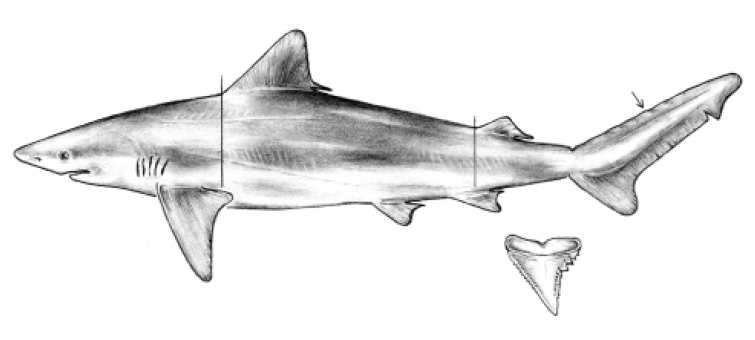
Traços distintivos do cação-azeiteiro incluem seu focinho longo e sua primeira barbatana dorsal larga

O cação-azeiteiro é uma espécie de corpo esbelto com um focinho bastante longo e pontiagudo. A margem principal de cada narina é alargada em um lobo estreito e pontiagudo. Os olhos grandes e circulares são equipados com membranas nictitantes e atrás deles há uma série de poros proeminentes. A boca tem sulcos curtos nos cantos e contém 13-15 fileiras de dentes em ambos os lados de ambas as mandíbulas. Os dentes superiores são altos e triangulares com fortes serrilhas, tornando-se cada vez mais oblíquos para os lados. Os dentes inferiores são comparativamente mais estreitos e mais eretos, com serrilhas mais finas. Os cinco pares de fendas branquiais são curtos.
As pequenas barbatanas peitorais são falcadas (em forma de foice) com pontas relativamente pontiagudas. A primeira barbatana dorsal é larga, formando quase um triângulo equilátero nos adultos, com ápice rombudo; origina-se sobre as pontas traseiras da barbatana peitoral. A segunda barbatana dorsal é pequena e origina-se no ponto médio da base da barbatana anal. Não existe cume entre as barbatanas dorsais. As barbatanas pélvicas são pequenas com pontas pontiagudas a estreitamente arredondadas, e a barbatana anal tem um entalhe profundo em sua margem de fuga. A barbatana caudal assimétrica tem um lobo inferior forte e um lobo superior mais longo com um entalhe ventral perto da ponta. Os dentículos dérmicos geralmente não se sobrepõem; cada um tem três a cinco cristas horizontais que levam aos dentes posteriores, sendo o central o mais longo. Este tubarão é cinza claro / ardósia no labo superior acima e esbranquiçado na parte superior, com uma leve faixa mais clara nos flancos. As barbatanas peitorais, dorsais e caudais podem escurecer em direção às pontas. O cação-azeiteiro atinge um comprimento máximo conhecido de 1.5 metros, com média de 0.9-1.1 metros. As fêmeas são maiores que os machos.

## Distribuição e habitat
O alcance conhecido do cação-azeiteiro se estende do norte do golfo do México ao sul do Brasil, excluindo as ilhas do Caribe (apenas em Trindade e Tobago). Seu centro de abundância está ao longo da costa norte do Brasil, ao largo do Pará e Maranhão, onde é o tubarão mais comum. Esta espécie não foi encontrada a leste do rio Mississippi nos últimos 50 anos, apesar da evidência histórica de uma área de berçário na Luisiana. O cação-azeiteiro geralmente pode ser encontrado perto do fundo em águas costeiras não mais profundas que 36 metros . Ao largo do norte do Brasil, seu ambiente é caracterizado por marés de até 7 metros de altura e atingindo 7,5 nós; a salinidade oscila entre 14 ppt na estação chuvosa e 34 ppt na estação seca, e a temperatura varia de 25 a 32 graus Celsius . Favorece áreas estuarinas com fundos lamacentos.

## Biologia e ecologia

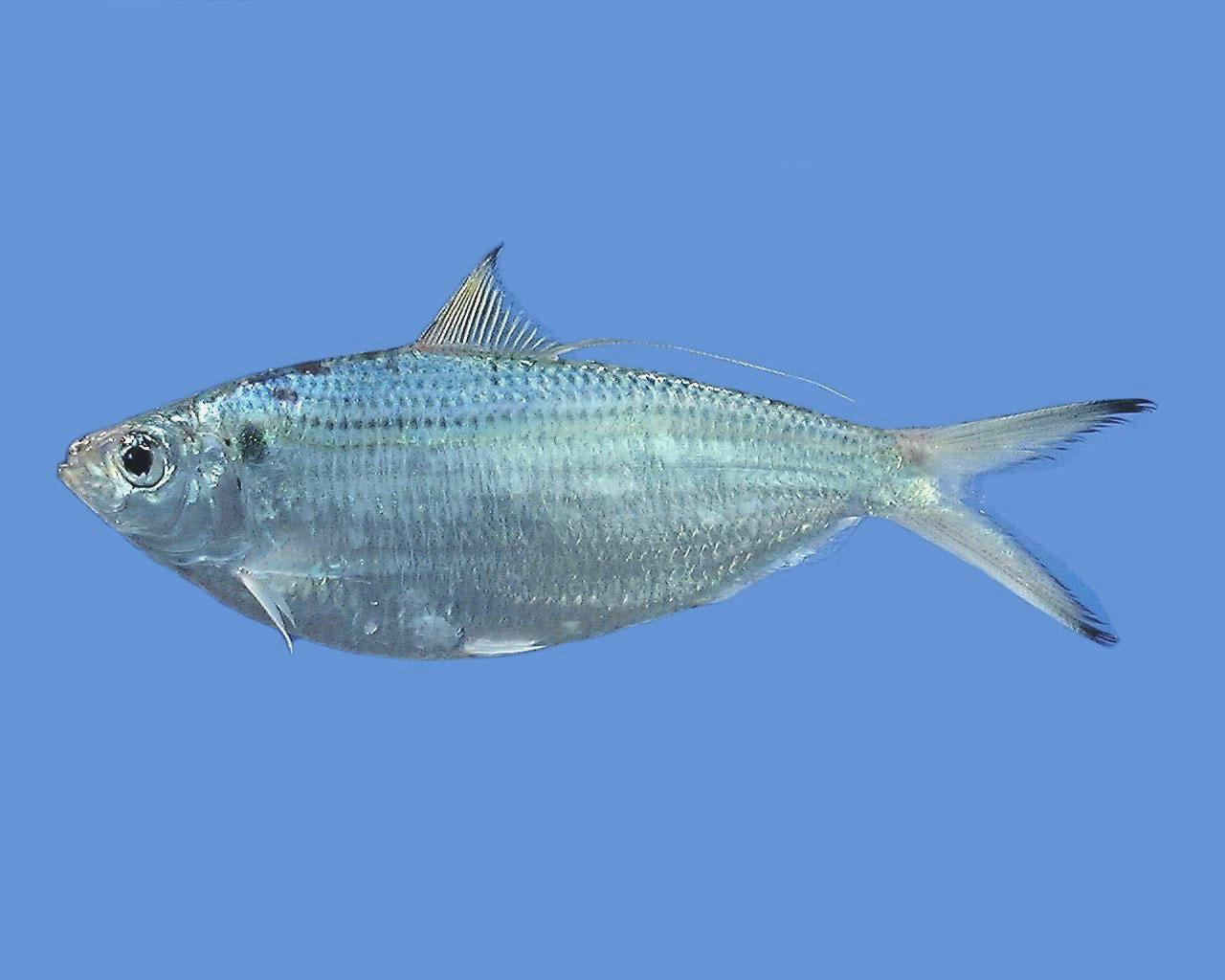
Os peixes ósseos, incluindo Opisthonema oglinum, constituem a principal fonte de alimento do cação-azeiteiro

O cação-azeiteiro forma grandes agregações segregadas por sexo, com os machos geralmente encontrados em áreas mais profundas que as fêmeas. Alimenta-se principalmente de peixes ósseos, incluindo bagres marinhos, corvinas e xaréus . Camarões, caranguejos e lulas são fontes secundárias de alimento, enquanto os adultos também são capazes de consumir juvenis Rhizoprionodon, tubarões-martelo (Sphyrna) e arraias (Dasyatis). Oportunista nos hábitos, a composição da dieta desse tubarão geralmente reflete o que há de mais disponível em seu ambiente; no norte do Brasil, as espécies de presas mais importantes são as corvinas Macrodon ancylodon e Stellifer naso. Os juvenis consomem uma variedade maior de presas do que os adultos. Por sua vez, o cação-azeiteiro pode ser predado por tubarões maiores.
Como outros membros de sua família, o cação-azeiteiro é vivíparo: uma vez que os embriões esgotam seu suprimento de vitelo, o saco vitelino desenvolve em uma conexão placentária através da qual a mãe fornece nutrição. As fêmeas produzem ninhadas de dois a nove (normalmente quatro a seis) jovens a cada dois anos; o tamanho da ninhada aumenta com o tamanho da fêmea. O período de gestação dura cerca de 12 meses. A reprodução ocorre durante todo o ano, com pico de partos de setembro a novembro. As áreas de berçário conhecidas ocorrem em águas rasas e turvas do norte do Brasil e de Trindade e Tobago, onde muitas baías e estuários fornecem abrigo e alimento. Os recém-nascidos medem 30 a 33 centímetros comprimento e crescem em média 7 centímetros por ano nos primeiros quatro anos de vida. Machos e fêmeas amadurecem sexualmente quando atingem 70-93 e 71-85 centímetros de comprimento, respectivamente, correspondendo a seis anos de idade para ambos os sexos. A taxa média de crescimento diminui para 4 cm (1.6 in) por ano após a maturação. A expectativa de vida é de pelo menos 12 anos.

## Interações com humanos
Inofensivo para os seres humanos, é capturado incidentalmente pela pesca com rede de emalhar e espinhel em toda a sua extensão. A carne é vendida fresca, congelada ou seca e salgada. Além disso, as barbatanas secas são exportadas para uso na sopa de barbatana de tubarão, o óleo de fígado e a cartilagem são usados medicinalmente e a carcaça é transformada em farinha de peixe. Em 2006, a União Internacional para a Conservação da Natureza (UICN / IUCN) avaliou esta espécie, incluindo populações do Pacífico agora separadas como C. cerdale, como deficiente de dados devido à falta de dados de pesca. Em Trindade, sua abundância o torna o tubarão economicamente mais importante. Ao largo do norte do Brasil, números são capturados pela pesca com redes de emalhar direcionada a Scomberomorus brasiliensis. Na década de 1980, esta espécie constituía cerca de 43% da captura de elasmobrânquios (Elasmobranchii; os tubarões e raias), mas desde então diminuiu para cerca de 17%. Acredita-se que esse declínio aparente tenha resultado do aumento da pesca, da grande proporção de juvenis capturados e da baixa taxa de reprodução do tubarão. Consequentemente, a UICN avaliou o cação-azeiteiro no Brasil como vulnerável e observou a necessidade urgente de medidas de conservação, uma vez que o norte do Brasil representa o centro de distribuição da espécie. Embora o cação-azeiteiro tenha sido ostensivamente protegido por inclusão na Lista Oficial de Animais Ameaçados de Extinção de 2004 no Brasil, a pesca permanece efetivamente sem manejo.
No Brasil, em 2005, a espécie foi classificada como vulnerável na Lista de Espécies da Fauna Ameaçadas do Espírito Santo; em 2007, como vulnerável na Lista de espécies de flora e fauna ameaçadas de extinção do Estado do Pará; em 2010, sob a rubrica de "dados insuficientes" no Livro Vermelho da Fauna Ameaçada no Estado do Paraná; em 2014, sob a rubrica de "dados insuficientes" no Livro Vermelho da Fauna Ameaçada de Extinção no Estado de São Paulo e criticamente em perigo no Livro Vermelho da Fauna Brasileira Ameaçada de Extinção do Instituto Chico Mendes de Conservação da Biodiversidade (ICMBio); em 2017, como vulnerável na Lista Oficial das Espécies da Fauna Ameaçadas de Extinção do Estado da Bahia; e em 2018, como criticamente em perigo na Lista Vermelha do Livro Vermelho da Fauna Brasileira Ameaçada de Extinção do ICMBio.